# Kostel Panny Marie Bolestné (Kubšice)
Kostel Panny Marie Bolestné je filiální kostel v římskokatolické farnosti Olbramovice u Moravského Krumlova, nachází se v centru obce Kubšice.

## Historie
Kostel byl postaven v roce 1907, donátorem pro stavbu kostela byla selka z vesnice, která tragicky ztratila manžela a děti. Kostel má oltář a kazatelnu v novogotickém stylu. Při kostelu stojí sousoší Piety z roku 1858. Na boční stěně kostela zvenku je umístěna pamětní deska obětem 1. a 2. světové války.